# Aigialus rhizophorae
Aigialus rhizophorae är en svampart som beskrevs av Borse 1987. Aigialus rhizophorae ingår i släktet Aigialus och familjen Aigialaceae.   Inga underarter finns listade i Catalogue of Life.